# نيرا تاتدن
نيرا تاتدن (بالإنجليزية: Neera Tanden)‏‏ (10 سبتمبر 1970 – ) محامية، ومستشارة سياسية أمريكية من أصول هندية. تم سحب ترشيحها من قبل بايدن رئيسة للإدراة والميزانية في البيت الأبيض عقب رفض قاطع أبداه أعضاء بارزون في مجلس الشيوخ.

## حياتها
ولدت نيرا تاتدن في 10 سبتمبر 1970 في بيدفورد بولاية ماساتشوستس، لأبوين مهاجرين من الهند. ولديها أخ واحد. انفصل والديها عندما كانت في الخامسة من عمرها.
حصلت على بكالوريوس الآداب من جامعة كاليفورنيا في لوس أنجلوس عام 1992. وفي عام 1996، حصلت على درجة الدكتوراه في القانون من كلية الحقوق بجامعة ييل.
أثناء دراستها في جامعة كاليفورنيا في لوس أنجلوس، التقت تاندين بالفنان بنجامين إدواردز، الذي تزوجته لاحقًا. ولديهما طفلان.[بحاجة لمصدر]